# アペリーの定数
アペリーの定数（―のていすう、英: Apéry's constant）は、数学定数の一種である。これは、ゼータ関数を ζ とすると、ζ(3) で定義される。
{\displaystyle {\begin{aligned}\zeta (3)&=1+{\frac {1}{2^{3}}}+{\frac {1}{3^{3}}}+{\frac {1}{4^{3}}}+\dotsb \\&\approx 1.20205\;69031\;59594\;28539\;97381\;61511\;44999\;07649\;86292\,\ldots \end{aligned}}}
（オンライン整数列大辞典の数列 A002117）
この値は無理数である（⇒アペリーの定理）。
「アペリーの定数」という名前は、1977年、ロジェ・アペリーがアペリーの定理を発表した際、彼自身によって命名された。

## 表現
1772年、レオンハルト・オイラーによって、次のような表示が与えられた。
{\displaystyle \zeta (3)={\frac {\pi ^{2}}{7}}\left[1-4\sum _{k=1}^{\infty }{\frac {\zeta (2k)}{(2k+1)(2k+2)2^{2k}}}\right]}
{\displaystyle \zeta (3)={\frac {2\pi ^{2}}{7}}\log 2+{\frac {16}{7}}\int _{0}^{\frac {\pi }{2}}x\log(\sin x)dx}
また、この他に、サイモン・プラウフによって与えられた収束の早い級数がある。
{\displaystyle \zeta (3)={\frac {7}{180}}\pi ^{3}-2\sum _{n=1}^{\infty }{\frac {1}{n^{3}(e^{2\pi n}-1)}}}
{\displaystyle \zeta (3)=14\sum _{n=1}^{\infty }{\frac {1}{n^{3}\sinh(\pi n)}}-{\frac {11}{2}}\sum _{n=1}^{\infty }{\frac {1}{n^{3}(e^{2\pi n}-1)}}-{\frac {7}{2}}\sum _{n=1}^{\infty }{\frac {1}{n^{3}(e^{2\pi n}+1)}}}

## 積分表現
また、アペリーの定数は様々な形の積分表示が発見されている。簡単なものでは
{\displaystyle \zeta (3)=\int _{0}^{1}\int _{0}^{1}\int _{0}^{1}\!{\frac {1}{1-xyz}}\,dxdydz}
や、リーマン関数の公式を用いた
{\displaystyle \zeta (3)={\frac {1}{2}}\int _{0}^{\infty }\!{\frac {x^{2}}{e^{x}-1}}\,dx}
または
{\displaystyle \zeta (3)={\frac {2}{3}}\int _{0}^{\infty }\!{\frac {x^{2}}{e^{x}+1}}\,dx}
等がある。